# Provinz Arani

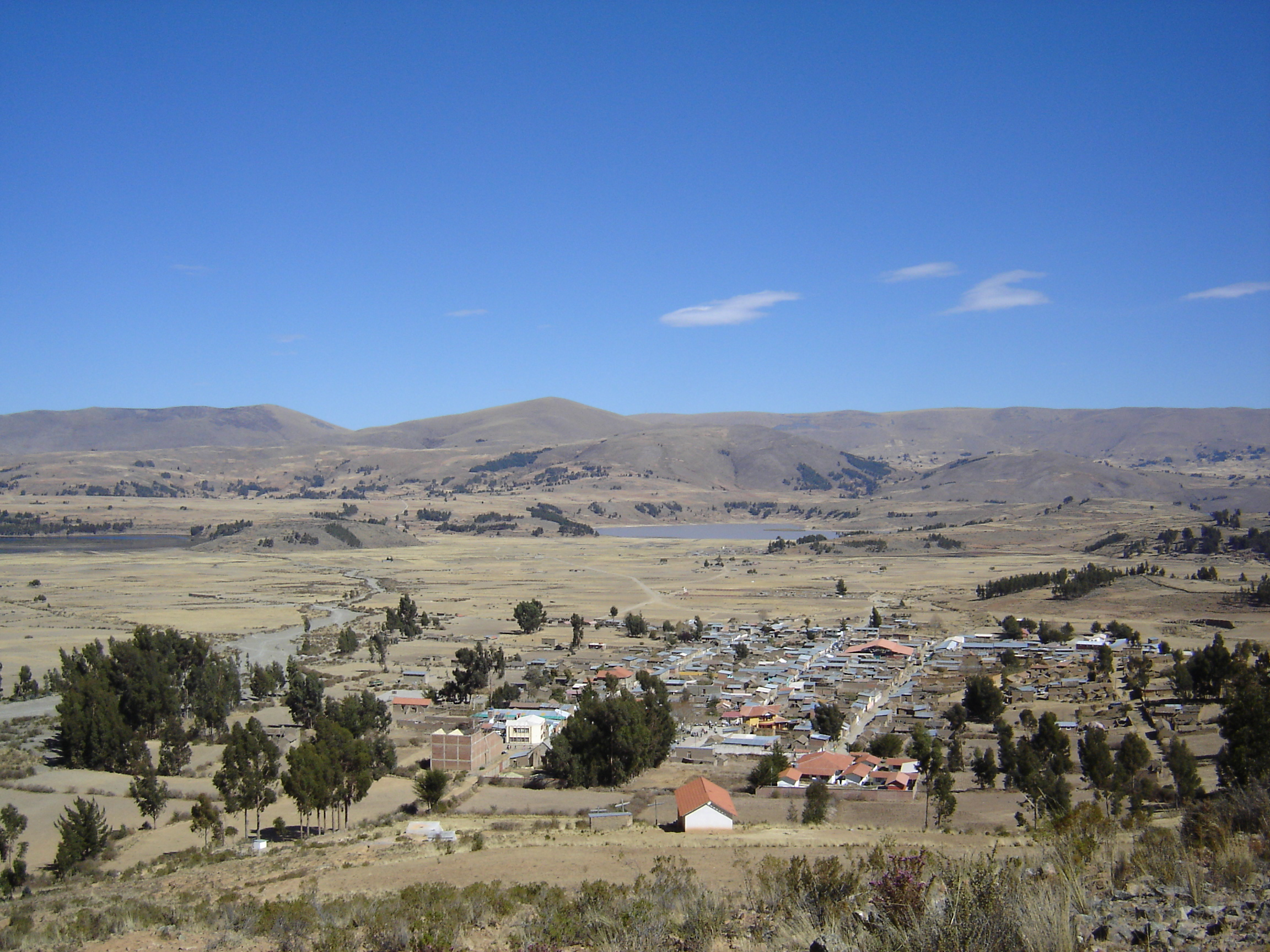
Vacas mit dem Lago Pilawit'u (links) und Lago Qullpaqucha (rechts)

Arani ist eine Provinz im zentralen Teil des Departamento Cochabamba im südamerikanischen Anden-Staat Bolivien.

## Lage
Die Provinz ist eine von sechzehn Provinzen im Hochtal des Vallo Alto im Departamento Cochabamba. Sie grenzt im Westen an die Provinz Punata, im Süden an die Provinz Mizque, im Osten an die Provinz Carrasco, und im Norden an die Provinz Tiraque.
Die Provinz erstreckt sich etwa zwischen 17° 31' und 17° 43' südlicher Breite und 65° 53' und 66° 15' westlicher Länge, ihre Ausdehnung von Westen nach Osten beträgt 30 Kilometer, von Norden nach Süden 20 Kilometer.

## Bevölkerung
Die Einwohnerzahl der Provinz Arani ist in den vergangenen drei Jahrzehnten um etwa ein Fünftel zurückgegangen:
| Jahr | Einwohner | Quelle       |
| ---- | --------- | ------------ |
| 1992 | 23 331    | Volkszählung |
| 2001 | 24 053    | Volkszählung |
| 2012 | 18 444    | Volkszählung |
| 2024 | 19 836    | Volkszählung |

43,6 Prozent der Bevölkerung sind jünger als 15 Jahre, der Alphabetisierungsgrad in der Provinz beträgt 68,0 Prozent. (1992)
52,7 Prozent der Bevölkerung sprechen Spanisch, 96,6 Prozent Quechua, und 0,4 Prozent Aymara. (1992)
66,6 Prozent der Bevölkerung haben keinen Zugang zu Elektrizität, 88,2 Prozent leben ohne sanitäre Einrichtung (1992).
90,4 Prozent der Einwohner sind katholisch, 8,6 Prozent sind evangelisch (1992).

## Gliederung
Die Provinz Arani gliedert sich in zwei Verwaltungsbezirke (bolivianisch Municipios):
- 03-0501 Municipio Arani – 11.411 Einwohner (2024)
- 03-0502 Municipio Vacas – 8.425 Einwohner

## Ortschaften in der Provinz Arani
- Municipio Arani
  - Arani 3542 Einw. – Pocoata 562 Einw.

- Municipio Vacas
  - Vacas 757 Einw. – Chaulla Mayu 514 Einw.